# Drapeau de Moscou

Drapeau de Moscou

Le drapeau de Moscou, dans sa version moderne adoptée le 1er février 1995, est un drapeau rouge foncé avec les armoiries de la ville en son centre. Sur celles-ci, Georges de Lydda à cheval, en armure et portant une cape bleue, tient une lance et attaque un dragon avec celle-ci. 

## Description
Le drapeau se compose initialement d'un fond rouge foncé (pourpre) sur lequel figurent les armoiries de la ville de Moscou. Sur celles-ci, Georges de Lydda se tient sur un cheval blanc, en armure et porte une cape bleue. Il tient une lance avec laquelle il attaque un dragon. Le drapeau est modifié pour éclaircir le rouge, mais sa couleur officielle reste le rouge sombre.
Le drapeau suit un ratio de 2:3, et le personnage de saint Georges doit représenter deux cinquièmes de la longueur totale du drapeau.

## Utilisation
Le drapeau est un emblème officiel de la ville de Moscou. Il peut être utilisé dans les bâtiments municipaux, sur la résidence officielle du maire de Moscou et pour orner les véhicules officiels.
Une version dérivée voit l'ajout d'un liseré noir formant un bouclier autour de saint Georges, mais elle n'est pas officielle. Elle apparaît notamment dans la station Belorousskaïa du métro de Moscou. Sur une autre version, le cadre en forme de bouclier est plein et entièrement blanc.